# Grant Mitchell
Grant Mitchell, nato John Grant Mitchell Jr. (Columbus, 17 giugno 1874 – Los Angeles, 1º maggio 1957), è stato un attore statunitense.

## Biografia
Grant Mitchell era l'unico figlio del generale della guerra civile americana John G. Mitchell. Sua nonna paterna, Fanny Arabella Hayes, era la sorella del presidente Rutherford B. Hayes. Frequentò l'Università Yale, dove fu redattore della rivista del campus, The Yale Record. Si laureò in legge alla Harvard Law School per seguire le orme del padre, divenuto avvocato dopo la carriera militare, ma lasciò ben presto l'attività legale per seguire la sua vocazione artistica e intraprendere la carriera di attore. Sui palcoscenici di Broadway partecipò a The Champion (1920), The School for Scandal (1923), The Habitual Husband (1924), All the King's Men (1928) e altre rappresentazioni.
Mitchell fece la sua prima apparizione sul grande schermo nel 1916 e recitò in alcuni film muti, alternandoli con la sua attività teatrale, ma fu all'avvento del sonoro che la sua carriera cinematografica decollò definitivamente. Il suo primo ruolo da protagonista fu nel film Man to Man (1930) di Allan Dwan. Si specializzò in personaggi autorevoli, come uomini d'affari, banchieri o dirigenti scolastici, interpretando spesso anche la figura del padre dell'eroina di turno. Dopo tanti personaggi secondari, ottenne anche una parte da protagonista nella commedia Father Is a Prince (1940).
Numerose le sue apparizioni in classici del cinema hollywoodiano come Pranzo alle otto (1933), Sogno di una notte di mezza estate (1935), nel ruolo di Egeo, padre di Ermia (Olivia De Havilland), Mr. Smith va a Washington (1939), nel ruolo di un senatore di Washington, Il signore resta a pranzo (1942), nel ruolo del padre della famiglia Stanley, e Arsenico e vecchi merletti (1944), in cui impersonò il reverendo Harper, suocero di Mortimer Brewster (Cary Grant). Interpretò inoltre il politico Georges Clemenceau nel film Emilio Zola (1937) di William Dieterle. In Furore (1940), classico di John Ford tratto dall'omonimo romanzo di John Steinbeck, impersonò l'affabile custode di Wheat Patch, il campo governativo dove trova rifugio la famiglia di Tom Joad (Henry Fonda).
Grant Mitchell si ritirò dalle scene nel 1948 e morì nel 1957. Fu sepolto accanto a suo padre, sua madre e la matrigna al Green Lawn Cemetery di Columbus, Ohio.

## Filmografia parziale
- The Misleading Lady, regia di Arthur Berthelet (1916)
- The Man From M.A.R.S., regia di Roy William Neill (1922)
- The Star Witness, regia di William A. Wellman (1931)
- Una famiglia 900 (A Successful Calamity), regia di John G. Adolfi (1932)
- Three on a Match, regia di Mervyn LeRoy (1932)
- Se avessi un milione (If I Had a Million), di registi vari (1932)
- Nessun uomo le appartiene (No Man of Her Own), regia di Wesley Ruggles (1932)
- 20.000 anni a Sing Sing (20.000 Years in Sing Sing), regia di Michael Curtiz (1932)
- Our Betters, regia di George Cukor (1933)
- Ala errante (Central Airport), regia di William A. Wellman e Alfred E. Green (1933)
- Lilly Turner, regia di William A. Wellman (1933)
- Eroi in vendita (Heroes for Sale), regia di William A. Wellman (1933)
- Il ritorno della straniera (The Stranger's Return), regia di King Vidor (1933)
- Pranzo alle otto (Dinner at Eight), regia di George Cukor (1933)
- Selvaggi ragazzi di strada (Wild Boys of the Road), regia di William A. Wellman (1933)
- La danza di Venere (Dancing Lady), regia di Robert Z. Leonard (1933)
- L'universo innamorato (Twenty Million Sweethearts), regia di Ray Enright (1934)
- We're Rich Again, regia di William A. Seiter (1934)
- Zampa di gatto (The Cat's-Paw), regia di Sam Taylor (1934)
- Il lupo scomparso (The Case of the Howling Dog), regia di Alan Crosland (1934)
- Donne di lusso 1935 (Gold Diggers of 1935), regia di Busby Berkeley (1935)
- Broadway Gondolier, regia di Lloyd Bacon (1935)
- Abbasso le bionde (Redheads on Parade), regia di Norman Z. McLeod (1935)
- Sogno di una notte di mezza estate (A Midsummer Night's Dream), regia di Max Reinhardt (1935)
- La regina di Broadway (In Person), regia di William A. Seiter (1935)
- La volontà occulta (The Garden Murder Case), regia di Edwin L. Marin (1936)
- Il fantino di Kent (The Ex-Mrs. Bradford), regia di Stephen Roberts (1936)
- Emilio Zola (The Life of Emile Zola), regia di William Dieterle (1937)
- Musica per signora (Music for Madame), regia di John G. Blystone (1937)
- L'ultimo gangster (The Last Gangster), regia di Edward Ludwig (1937)
- Hollywood Hotel, regia di Busby Berkeley (1937)
- Women Are Like That, regia di Stanley Logan (1938)
- Quella certa età (That Certain Age), regia di Edward Ludwig (1938)
- 6,000 Enemies, regia di George B. Seitz (1939)
- Acciaio umano (Hell's Kitchen), regia di Lewis Seiler ed Ewald André Dupont (1939)
- Mr. Smith va a Washington (Mr. Smith Goes to Washington), regia di Frank Capra (1939)
- Furore (The Grapes of Wrath), regia di John Ford (1940)
- Il castello sull'Hudson (Castle on the Hudson), regia di Anatole Litvak (1940)
- Il romanzo di una vita (Edison, the Man), regia di Clarence Brown (1940)
- Luna nuova (New Moon), regia di Robert Z. Leonard (1940)
- La via del tabacco (Tobacco Road), regia di John Ford (1941)
- Passi nel buio (Footsteps in the Dark), regia di Lloyd Bacon (1941)
- La grande menzogna (The Great Lie), regia di Edmund Goulding (1941)
- Chi dice donna... (The Feminine Touch), regia di W.S. Van Dyke (1941)
- Un piede in paradiso (One Foot in Heaven), regia di Irving Rapper (1941)
- Skylark, regia di Mark Sandrich (1941)
- Il signore resta a pranzo (The Man Who Came to Dinner), regia di William Keighley (1942)
- I tre furfanti (Larceny, Inc.), regia di Lloyd Bacon (1942)
- Le tre sorelle (The Gay Sisters), regia di Irving Rapper (1942)
- Avventura al Cairo (Cairo), regia di W.S. Van Dyke (1942)
- Voglio essere più amata (Orchestra Wives), regia di Archie Mayo (1942)
- Mia sorella Evelina (My Sister Eileen), regia di Alexander Hall (1942)
- Verso l'ignoto (The Amazing Mrs. Holliday), regia di Bruce Manning (1943)
- Hotel Mocambo (Step Lively), regia di Tim Whelan (1944)
- Arsenico e vecchi merletti (Arsenic and Old Lace), regia di Frank Capra (1944)
- Anni impazienti (The Impatient Years), regia di Irving Cummings (1944)
- Vivendo un sogno (When the Lights Go on Again), regia di William K. Howard (1944)
- Il grande silenzio (And Now Tomorrow), regia di Irving Pichel (1944)
- L'ombra dell'altro (A Medal for Benny), regia di Irving Pichel (1945)
- L'uomo meraviglia (Wonder Man), regia di H. Bruce Humberstone (1945)
- Nebbie (Conflict), regia di Curtis Bernhardt (1945)
- Quella che non devi amare (Guest Wife), regia di Sam Wood (1945)
- Femmina folle (Leave Her to Heaven), regia di John M. Stahl (1945)
- Sposarsi è facile ma... (Easy to Wed), regia di Edward Buzzell (1946)
- Accadde nella Quinta Strada (It Happened on Fifth Avenue), regia di Roy Del Ruth (1947)
- Serenata messicana (Honeymoon), regia di William Keighley (1947)
- Il segreto di Mary Harrison (The Corpse Came C.O.D.), regia di Henry Levin (1947)

## Doppiatori italiani
Nelle versioni in italiano delle opere in cui ha recitato, Grant Mitchell è stato doppiato da:
- Lauro Gazzolo in Musica per signora
- Cesare Polacco in Mr. Smith va a Washington
- Amilcare Pettinelli in Furore, Un piede in paradiso
- Gaetano Verna in Il castello sull'Hudson
- Giorgio Capecchi in Nebbie